# Liste von Persönlichkeiten der Stadt Madrid
Diese Liste enthält in Madrid geborene Persönlichkeiten sowie solche, die in Madrid gewirkt haben, dabei jedoch andernorts geboren wurden. Die Liste erhebt keinen Anspruch auf Vollständigkeit.

## In Madrid geborene Persönlichkeiten

### 15. bis 17. Jahrhundert
- Johanna von Kastilien (1462–1530), Königin von Portugal
- Gonzalo Fernández de Oviedo (1478–1557), Historiker und Staatsmann
- Rodrigo de Peñalosa Toledo (1480–1530), Botschafter
- Alonso de Ercilla y Zúñiga (1533–1594), Edelmann, Soldat und Schriftsteller
- Johanna von Spanien (1535–1573), Infantin von Spanien
- Lope de Vega (1562–1635), Dichter
- Katharina Michaela von Spanien (1567–1597), Infantin von Spanien
- Ferdinand von Österreich (1571–1578), Fürst von Asturien
- Philipp III. (1578–1621), König von Spanien
- Tirso de Molina (1579–1648), Dramatiker
- Francisco de Quevedo (1580–1645), Schriftsteller
- Alonso de Contreras (1582–?), Soldat, Seemann, Freibeuter, Abenteurer und Schriftsteller
- Manuel de Moura (1590–1651), portugiesischer Adliger in spanischen Diensten, Statthalter der habsburgischen Niederlande von 1644 bis 1647
- María de Zayas (1590 – nach 1647), Schriftstellerin
- Chrysostomus Henriquez (1594–1632), zisterziensischer Historiker
- Juan van der Hamen y León (1596–1631), Maler
- Pedro Calderón de la Barca (1600–1681), Dichter
- Juan Andrés Ricci (1600–1681), Benediktiner, Maler, Architekt
- Juan Caramuel y Lobkowitz (1606–1682), katholischer Geistlicher, Philosoph, Theologe, Astronom und Mathematiker
- Karl von Österreich (1607–1632), Thronfolger von Spanien und Portugal
- Antonio Coello (1611–1652), Schriftsteller
- Francisco Rizi (1614–1685), Maler
- Giambattista Spinola (1615–1704), Kardinal
- Agustín Moreto (1618–1669), dramatischer Dichter
- Juan José de Austria (1629–1679), Heerführer und Staatsmann
- Íñigo Melchor Fernández de Velasco (1629–1696), Heerführer und Staatsmann
- Pedro Ronquillo Briceño (um 1630 – 1691), Botschafter
- Ambrosio Ignacio Spínola (1632–1684), Bischof
- Claudio Coello (1642–1693), Maler
- Francisco Ibáñez de Peralta (1644–1712), Offizier, Kolonialadministrator und Gouverneur von Chile
- Margarita Theresa von Spanien (1651–1673), Infantin
- Luigi Omodei (1657–1706), Kardinal
- Philipp Prosper von Spanien (1657–1661), Fürst von Asturien
- Niccolò Spinola (1659–1735), Kardinal
- Antonio de Zamora (1660 – 1727), Dramatiker
- Karl II. (1661–1700), König von Spanien
- José Benito de Churriguera (1665–1725), Bildhauer, Bildschnitzer und Baumeister
- José de Torres (1670–1738), Organist, Komponist, Musiktheoretiker und Verleger
- Joaquín de Churriguera (1674–1724), Architekt und Bildhauer
- José de Cañizares (1676–1750), Dramatiker und Librettist
- Santiago de Murcia (um 1682 – um 1732), Gitarrist, Komponist und Musiktheoretiker
- Manuel de Lara Churriguera (um 1690 – 1755), Architekt und Bildhauer

### 18. Jahrhundert
- Ludwig I. (1707–1724), König von Spanien
- Ferdinand VI. (1713–1759), König von Spanien
- Karl III. (1716–1788), König von Spanien
- Philipp (1720–1765), Sohn des Königs Philipp V. von Spanien
- Pedro Fitz-James Stuart (1720–1791), Adliger und Marineoffizier
- Maria Theresia Rafaela von Spanien (1726–1746), Infantin
- Juan de la Cruz Cano y Olmedilla (1734–1790), Kartograph, Illustrator und Kupferstecher
- Juan de Villanueva (1739–1811), Architekt
- Francisco Javier Castaños (1756–1852), Herzog von Baylen, Graf von Castaños y Aragones und General
- Jacinto Caamaño (1759–1825), Seefahrer
- Juan Senen Contreras (1760–1826), General
- Leandro Fernández de Moratín (1760–1828), Dichter und Dramenautor
- Felipe Rodríguez (1760–1815), Organist, Komponist und Mönch des Klosters Montserrat
- Andrés Manuel del Río (1764–1849), Mineraloge und Chemiker
- Juan Bautista Arriaza y Superviela (1770–1837), Staatsmann und Dichter
- Manuel José Quintana (1772–1857), Dichter und Dramatiker
- Maria Luisa von Spanien (1782–1824), Königin von Etrurien
- Dionisio Aguado (1784–1849), Gitarrist und Komponist
- Isabella Colbran (1785–1845), Mezzosopranistin und Komponistin
- Agustín Durán (1789–1862), Literaturwissenschaftler
- Maria Isabel von Spanien (1789–1848), Infantin von Spanien
- Manuel Pando Fernández de Pinedo (1792–1872), Politiker
- Francisco de Paula de Borbón (1794–1865), Mitglied des Hauses Bourbon
- Karl II. (1799–1883), König von Etrurien, Herzog von Lucca und Herzog von Parma

### 19. Jahrhundert

#### 1801 bis 1820
- Ramón de Mesonero Romanos (1803–1882), Schriftsteller und Journalist
- Juan Eugenio Hartzenbusch (1806–1880), Dichter
- Patricio de la Escosura Morrogh (1807–1878), Politiker, Journalist, Dramatiker, Schriftsteller, Kritiker und Diplomat
- Maria Michaela Desmaisières (1809–1865), Gräfin und Ordensgründerin
- Mariano José de Larra (1809–1837), Schriftsteller und Journalist
- Louis Blanc (1811–1882), Sozialist
- Lucas Velázquez (1817–1870), Maler
- Carlos Luis de Borbón (1818–1861), Graf von Montemolín

#### 1821 bis 1840
- Isabel von Spanien (1821–1897), Infantin
- Juan Antonio Rascón Navarro Seña y Redondo (1821–1902), Diplomat
- Ernest Mouchez (1821–1892), französischer Astronom, Geodät und Konteradmiral
- Francisco Asenjo Barbieri (1823–1894), Komponist und Autor
- Peter Burnitz (1824–1886), Maler
- Antonio Aguilar Correa (1824–1908), Politiker
- Manuel Tamayo y Baus (1829–1898), Dramatiker
- Isabella II. (1830–1904), Königin von Spanien
- Pepita de Oliva (1830–1871), Tänzerin
- Frédéric Emile Baron d’Erlanger (1832–1911), Bankier und Konsul
- Luisa Fernanda von Spanien (1832–1897), Infantin von Spanien
- José Echegaray (1832–1916), Dramatiker und Politiker
- Martín Rico y Ortega (1833–1908), Maler
- Amalia del Pilar von Spanien (1834–1905), Infantin von Spanien
- Enrique Mélida (1838–1892), Maler
- Francisco de Borja Queipo de Llano (1840–1890), Politiker
- Manuel Domínguez Sánchez (1840–1906), Maler und Illustrator

#### 1841 bis 1860
- Alejandro Ferrant y Fischermans (1843–1917), Maler
- Francisco Silvela Le Vielleuze (1843–1905), Politiker
- Adelina Patti (1843–1919), Opernsängerin
- Arturo Soria y Mata (1844–1920), Beamter und Verkehrs- und Stadtplaner
- Federico Chueca (1846–1908), Pianist und Komponist
- Raimundo Fernández Villaverde (1848–1905), Politiker
- Arturo Mélida y Alinari (1849–1902), Architekt, Bildhauer, Maler und Militär
- Rosario de Acuña (1851–1923), Schriftstellerin
- Isabella von Spanien (1851–1931), Mitglied des Hauses Bourbon
- Daniel Urrabieta Vierge (1851–1904), Maler und Zeichner
- Joaquín Sánchez de Toca Calvo (1852–1942), Politiker
- Antonio García Quejido (1856–1927), Politiker und Gewerkschafter
- Alfons XII. (1857–1885), König von Spanien
- Ludwig Ferdinand von Bayern (1859–1949), Arzt, Künstler und Philanthrop
- Jules Guérin (1860–1910), Politiker
- Maria de las Mercedes d’Orléans-Montpensier (1860–1878), Mitglied des Hauses Orléans

#### 1861 bis 1880
- Albrecht von Rechenberg (1861–1935), Konsularbeamter, Generalkonsul, Gouverneur und Reichstagsabgeordneter
- María de la Paz von Spanien (1862–1946), Prinzessin von Bayern
- George Santayana (1863–1952), amerikanischer Philosoph, Schriftsteller und Literaturkritiker
- Álvaro Figueroa Torres (1863–1950), Politiker
- Enrique Fernández Arbós (1863–1939), Geiger, Dirigent und Komponist
- María Eulalia von Spanien (1864–1958), Mitglied des Hauses Bourbon
- Jacinto Benavente (1866–1954), Dramatiker und Journalist
- María Guerrero (1867–1928), Schauspielerin
- Francisco Largo Caballero (1869–1946), Politiker und Gewerkschafter
- Miguel Asín Palacios (1871–1944), Gelehrter der Islamwissenschaft
- Eduardo Chicharro y Agüera (1873–1949), Maler
- Ángel Ossorio y Gallardo (1873–1946), Politiker, Jurist und Schriftsteller
- Luigi Amedeo di Savoia-Aosta (1873–1933), italienischer Marineoffizier, Forschungsreisender und Adliger
- Conrado del Campo (1878–1953), Komponist, Violinist und Musikpädagoge
- Jacobo Fitz-James Stuart y Falcó (1878–1953), Aristokrat, Politiker und Botschafter
- José Moscardó (1878–1956), Militärgouverneur
- Domingo de las Bárcenas y Lopez-Mollinedo Mercado (1880–1969), Diplomat
- Rita Lydig (1880–1929), High Society-Lady und Autorin
- Ramón Montoya (1880–1949), Flamenco-Gitarrist und Komponist
- María de las Mercedes de Borbón (1880–1904), Mitglied des Hauses Bourbon

#### 1881 bis 1890
- Emilio Carrere Moreno (1881–1947), Schriftsteller
- Fernand Sanz (1881–1925), französischer Bahnradsportler
- Maria Theresia von Spanien (1882–1912), Infantin von Spanien
- Julio Cavestany de Anduaga (1883–1965), Kunsthistoriker
- José Ortega y Gasset (1883–1955), Philosoph, Soziologe und Essayist
- Luis de Uhagón (1884–1934), Tennisspieler
- Alfons XIII. (1886–1941), König von Spanien
- José Isbert (1886–1966), Schauspieler
- Juan Gris (1887–1927), Maler
- Gregorio Marañón (1887–1960), Mediziner, Schriftsteller, Philosoph, Historiker
- Antonio Moreno (1887–1967), Schauspieler und Regisseur
- Ramón Gómez de la Serna (1888–1963), Schriftsteller
- Pablo de Azcárate y Flórez (1890–1971), Diplomat
- Josefa Menéndez (1890–1923), Mystikerin und Ordensschwester
- Adolfo Salazar (1890–1958), Komponist, Musikkritiker und -wissenschaftler

#### 1891 bis 1900
- Pedro Salinas (1891–1951), Schriftsteller und Dichter
- Federico Moreno Torroba (1891–1982), Komponist
- Rafael Oropesa (1893–1944), Musiker und Kommunist
- José Ruiz de Arana y Bauer (1893–1985), Diplomat
- Margarita Nelken (1894–1968), Feministin und Autorin
- Eduardo Propper de Callejón (1895–1972), Diplomat
- Antonio Vila-Coro (1895–1977), Wasserballspieler
- Juan Ignacio Luca de Tena (1897–1975), monarchistischer Zeitungsverleger
- Salvador Bacarisse (1898–1963), Musiker und Komponist
- José Miguel Fernández de Liencres (1898–1975), Tennisspieler
- Victorina Durán (1899–1993), Bühnen- und Kostümbildnerin und Malerin
- Eduardo Torroja Miret (1899–1961), Bauingenieur und Architekt
- Julio de Diego (1900–1979), spanisch-US-amerikanischer Maler, Illustrator und Bühnenbildner
- Manuel Guitián (1900–1992), Schauspieler
- Rodolfo Halffter Escriche (1900–1987), spanisch-mexikanischer Komponist
- Juan de Orduña (1900–1974), Schauspieler und Regisseur
- Matilde Muñoz Sampedro (1900–1969), Schauspielerin

### 20. Jahrhundert

#### 1901 bis 1910
- Julián Bautista (1901–1961), argentinischer Komponist
- Alfons von Bourbon-Sizilien (1901–1964), Mitglied des Hauses Bourbon
- Enrique Jardiel Poncela (1901–1952), Dramenautor, Romancier und Journalist
- José Fernández-Villaverde (1902–1988), Diplomat
- Milagros Leal (1902–1975), Schauspielerin
- Carlos Montoya (1903–1993), Flamenco-Gitarrist
- José Antonio Primo de Rivera (1903–1936), Politiker
- Carmen Martínez Sierra (1904–2012), Opernsängerin und Schauspielerin
- Marisa Roesset Velasco (1904–1976), Malerin
- Juana Capdevielle (1905–1936), Pädagogin und Bibliothekarin
- Manuel Dicenta (1905–1974), Schauspieler
- Ernesto Halffter Escriche (1905–1989), Komponist und Dirigent
- Miguel Mihura (1905–1977), Schriftsteller
- Federica Montseny (1905–1994), Schriftstellerin und Anarchistin
- Ángel Álvarez (1906–1983), Schauspieler
- Carlos Arévalo (1906–1989), Regisseur
- Telmo García (1906–1972), Radrennfahrer
- Constancia de la Mora (1906–1950), Kommunistin und Feministin
- Alfons Pius de Borbón (1907–1938), Mitglied des Hauses Bourbon
- Antonio Castillo (1908–1984), Modedesigner und Kostümbildner
- Luis Escobar Kirkpatrick (1908–1991), Schauspieler und Theaterleiter
- Carlos Arias Navarro (1908–1989), Politiker
- Enrique Casal Chapí (1909–1977), Komponist
- María de las Mercedes de Borbón y Orleans (1910–2000), Mitglied des Hauses Bourbon
- Félix Candela (1910–1997), spanisch-mexikanisch-US-amerikanischer Architekt
- Fernando de Santiago y Díaz de Mendívil (1910–1994), Militär und Politiker
- Alejandro Ulloa senior (1910–2004), Schauspieler, Synchronsprecher und Regisseur

#### 1911 bis 1920
- Encarnación Cabré (1911–2005), Archäologin
- Julián Grimau (1911–1963), Kommunist
- Juana Francisca Rubio (1911–2008), Sozialistin, Feministin, Malerin und Illustratorin
- José Luis Sáenz de Heredia (1911–1992), Regisseur und Drehbuchautor
- Manuel Gutiérrez Mellado (1912–1995), Offizier und Politiker
- Segundo Serrano Poncela (1912–1976), Politiker und Autor
- Matilde Ucelay (1912–2008), Architektin
- Rafael Gil (1913–1986), Filmregisseur
- Julio Caro Baroja (1914–1995), Anthropologe, Historiker, Linguist und Essayist
- Wolfram Hucke (1914–2011), deutscher Botschafter in Guatemala und Kuba
- Pedro Lerma (1916–2003), Pianist und Musikpädagoge
- Gonzalo de Borbón y Battenberg (1914–1934), Infant von Spanien
- Álvaro del Portillo (1914–1994), Bischof der römisch-katholischen Kirche
- Hildegart Rodríguez (1914–1933), Hochbegabte
- Luis Arroyo (1915–1956), Schauspieler und Regisseur
- Jaime Milans del Bosch (1915–1997), Generalleutnant
- Manuel Tuñón de Lara (1915–1997), Historiker
- Luis Barbero (1916–2005), Schauspieler
- José Calvo (1916–1980), Schauspieler
- Pablo Palazuelo (1916–2007), Maler und Bildhauer
- Manuel Alexandre (1917–2010), Schauspieler
- Jaime de Piniés (1917–2003), Diplomat
- Juanito Arteta (1918–2008), venezolanischer Trompeter und Arrangeur
- Enrique Tierno Galván (1918–1986), Politologe, Soziologe, Jurist und Schriftsteller
- Manuel Garcia-Barrado (1918–2006), KZ-Überlebender
- Teresa Hoyos (1918–2010), Kommunistin und Widerstandskämpferin
- Manuel Merino (1918–2001), Kameramann
- Edith Alice Müller (1918–1995), Schweizer Astronomin
- Rafael Albaicín (1919–1981), Stierkämpfer und Schauspieler
- Eduardo M. Brochero (1919–1987), Filmproduzent, Drehbuchautor und Regisseur
- Miguel Gila (1919–2001), Komiker und Schauspieler
- Luchy Soto (1919–1970), Schauspielerin
- Pio Filippani Ronconi (1920–2010), italienischer Orientalist
- Enrique Franco Manera (1920–2009), Musikkritiker, Pianist und Komponist
- Francisco Goyoaga (1920–1980), Springreiter
- Rafael del Pino (1920–2008), Bauunternehmer
- Luis Alonso Schökel (1920–1998), Bibelwissenschaftler und Professor für Alttestamentliche Wissenschaft
- José Luis de Vilallonga (1920–2007), Schriftsteller, Schauspieler und Aristokrat

#### 1921 bis 1930

##### 1921
- José María Elorrieta (1921–1974), Filmregisseur und Drehbuchautor
- Manuel Fernández Álvarez (1921–2010), Historiker
- Ana Mariscal (1921–1995), Schauspielerin, Regisseurin und Schriftstellerin
- Rafael Pacheco (* 1921), Kameramann
- Antonio Hernández Palacios (1921–2000), Comiczeichner
- Joaquín Luis Romero Marchent (1921–2012), Filmregisseur, Produzent und Drehbuchautor
- Carmelina Sánchez-Cutillas (1921–2009), Historikerin, Dichterin und Schriftstellerin

##### 1922
- Antonio Almorós (1922–1977), Schauspieler
- Juan Antonio Bardem (1922–2002), Filmregisseur und Drehbuchautor
- José Luis López Vázquez (1922–2009), Schauspieler
- Miguel Muñoz (1922–1990), Fußballspieler und -trainer
- Rosita Yarza (1922–1996), Schauspielerin

##### 1923
- César Fernández Ardavín (1923–2012), Filmregisseur und Drehbuchautor
- Gerhard Kienle (1923–1983), Arzt, Neurologe, Gesundheitspolitiker und Wissenschaftstheoretiker
- Luis Guillermo de Perinat y Elío (* 1923), Diplomat und Politiker
- Fernando Rielo (1923–2004), Gründer der Missionare Identes
- Emilio Ruiz del Río (1923–2007), Spezialeffektkünstler
- Alberto de San Román y de la Fuente (1923–2012), Handballspieler, Hockeyspieler, Handballtrainer und Handballfunktionär
- Jorge Semprún (1923–2011), Schriftsteller

##### 1924
- Alfonso zu Hohenlohe-Langenburg (1924–2003), Mitglied des internationalen Jet-Sets
- Antonio Creus (1924–1996), Automobilrennfahrer
- Rafael de Penagos (1924–2010), Schauspieler, Dichter und Synchronsprecher
- María Dolores Pradera (1924–2018), Sängerin und Schauspielerin

##### 1925
- María Asquerino (1925–2013), Schauspielerin
- José Canalejas (1925–2015), Schauspieler
- Manuel Izquierdo (1925–2009), US-amerikanischer Bildhauer und Holzschnitt-Künstler spanischer Abstammung
- José María Izuzquiza Herranz (1925–2011), Ordensgeistlicher und Apostolischer Vikar
- Bernardino Landete (1925–2010), Reitsportler und Stierkämpfer
- Jaime de Mora y Aragón (1925–1995), Schauspieler, Show-Präsentator, Geschäfts- und Lebemann
- Amparo Rivelles (1925–2013), Schauspielerin

##### 1926
- Julio Buchs (1926–1973), Filmregisseur und Drehbuchautor
- Leopoldo Calvo-Sotelo (1926–2008), Politiker
- Luis Miguel Dominguín (1926–1996), Torero
- Cayetana Fitz-James Stuart (1926–2014), Aristokratin
- Jesús Guzmán (1926–2023), Schauspieler
- Werner Kalweit (* 1926), Wirtschaftswissenschaftler und Politiker
- Antonio Lamela (1926–2017), Architekt
- Rafael Romero Marchent (1926–2020), Schauspieler, Filmregisseur und Drehbuchautor
- Gerardo Rueda (1926–1996), Maler und Bildhauer
- Alfonso Sastre (1926–2021), Dramenautor, Regisseur, Schauspieler, Übersetzer, Hörspiel- und Drehbuchautor
- Alejandro Ulloa junior (1926–2002), Kameramann

##### 1927
- Jaime de Armiñán (1927–2024), Filmregisseur, Drehbuchautor und Schriftsteller
- Juan Benet (1927–1993), Schriftsteller und Ingenieur
- Eduardo Ibáñez y García de Velasco (1927–2012), Botschafter
- José Luis Merino (1927–2019), Filmregisseur und Drehbuchautor
- Felipe de la Morena y Calvet (* 1927), Diplomat

##### 1928
- Ramón Barce (1928–2008), Komponist und Philosoph
- Carlos Blanco Castañón (1928–2011), mexikanischer Fußballspieler
- Nati Mistral (1928–2017), Sängerin und Schauspielerin
- Fabiola Mora y Aragón (1928–2014), Königin der Belgier
- Manuel Seco y Reymundo (1928–2021), Lexikograph, Philologe und Hispanist

##### 1929
- Juan de la Cierva y Hoces (1929–2020), Erfinder und Ingenieur
- Luis Feito (1929–2021), Maler
- Fernando Inciarte (1929–2000), Professor für Philosophie
- Lucio Muñoz (1929–1998), Maler
- Jesús de Polanco (1929–2007), Medienunternehmer
- María Rosa Salgado (1929–1995), Filmschauspielerin

##### 1930
- Enrique Ávila (1930–2017), Schauspieler
- Guido Brunner (1930–1997), deutscher Diplomat und Politiker
- Kurt Eiberle (1930–1993), Schweizer Forstingenieur und Hochschullehrer
- Francisco Fernández Ordóñez (1930–1992), Politiker
- Jess Franco (1930–2013), Filmregisseur, Drehbuchautor und Schauspieler
- Agustín González (1930–2005), Schauspieler
- Cristóbal Halffter (1930–2021), Komponist und Dirigent
- Chus Lampreave (1930–2016), Schauspielerin
- Jesús López Pacheco (1930–1997), Schriftsteller
- Jesús Puente (1930–2000), Schauspieler

#### 1931 bis 1940

##### 1931
- Emma Penella (1931–2007), Schauspielerin

##### 1932
- Antonio Chenel Albadalejo (1932–2011), Torero
- Paulino Bernabe (1932–2007), Gitarrenbauer
- Javier Echevarría (1932–2016), Prälat
- Antonio Suárez (1932–1981), Radrennfahrer
- Francisco Umbral (1932–2007), Kolumnist
- Manuel Zarzo (1932–2025), Schauspieler

##### 1933
- Teresa Berganza (1933–2022), Opernsängerin
- Michel del Castillo (1933–2024), französischer Schriftsteller
- Carlos del Coso (* 1933), Hockeyspieler
- Fernando Hilbeck (1933–2009), Schauspieler
- María Moreno (1933–2020), Malerin
- Santiago Navascués (* 1933), Gitarrist, Komponist und Musikpädagoge
- José Antonio Roncero Zabala (1933–2016), Handballtrainer und Handballfunktionär

##### 1934
- Francisco J. Ayala (1934–2023), US-amerikanischer Genetiker, Evolutionsbiologe und Philosoph
- José Ignacio Alemany Grau (* 1934), Altbischof
- Ramón Marsal (1934–2007), Fußballspieler
- Enrique Mateos (1934–2001), Fußballspieler
- Eloy Gutiérrez Menoyo (1934–2012), spanisch-kubanischer Guerillakommandant
- Paul Naschy (1934–2009), Schauspieler, Drehbuchautor und Filmregisseur
- Ángel del Pozo (1934–2025), Schauspieler
- Ramon Sender  (* 1934), US-amerikanischer Komponist und Schriftsteller

##### 1935
- Dolores Cabezudo (* 1935), Chemikerin und Hochschullehrerin
- José María Gil-Robles (1935–2023), Politiker
- Álvaro de Luna (1935–2018), Schauspieler
- Alberto Ponce (1935–2019), Gitarrist
- Ricardo Sáenz de Ynestrillas Martínez (1935–1986), Militarist
- Pedro Schwartz (* 1935), Politiker, Rechtswissenschaftler und Ökonom

##### 1936
- Alfredo Alcaín (* 1936), Maler
- Pedro Cuatrecasas (1936–2025), US-amerikanischer Mediziner und Pharmakologe
- Antonio García-Bellido (* 1936), Entwicklungsbiologe
- Santiago María García de la Rasilla (1936–2018), Ordensgeistlicher und Bischof
- Sancho Gracia (1936–2012), Schauspieler
- Joaquín Peiró (1936–2020), Fußballspieler
- Ignacio Sotelo (1936–2020), Politikwissenschaftler, Schriftsteller, Essayist und Professor für Soziologie

##### 1937
- Eduardo Arroyo (1937–2018), Maler und Grafiker
- José Luis Cantero (1937–2007), Sänger
- Ciro Diezhandino Nieto (1932–2020), Flamenco-Tänzer und Choreograf
- Luzmaría Jiménez Faro (1937–2015), Verlegerin, Herausgeberin, Dichterin und Essayistin
- Esteban Martín Jiménez (1937–1995), Radrennfahrer
- Juan Orozco (1937–2020), Gitarrenbauer, Saitenhersteller, Konzertveranstalter und Musiker
- Aldo Sambrell (1937–2010), Schauspieler, Produzent und Regisseur
- Carlos Westendorp Cabeza (* 1937), Diplomat und Politiker

##### 1938
- Luis Aragonés (1938–2014), Fußballspieler und -trainer
- María del Carmen Maroto Vela (* 1938), Medizinerin, Mikrobiologin und Hochschullehrerin
- Jesús Fuertes (1938–2006), Maler
- Manuel Santana (1938–2021), Tennisspieler

##### 1939
- Enrique Santiago (1939–2022), Bratschist
- José Terrón (1939–2019), Schauspieler

##### 1940
- Aurora Bernáldez Dicenta (* 1940), Diplomatin und Botschafterin
- María Luz Galicia (* 1940), Schauspielerin
- Diana Lorys (* 1940), Schauspielerin
- Miguel Ángel Martínez Martínez (* 1940), Politiker
- Pilar Miró (1940–1997), Drehbuchautorin und Regisseurin
- Hans-Jürgen Schinzler (* 1940), deutscher Unternehmer

#### 1941 bis 1950

##### 1941
- Mara Cruz (* 1941), Schauspielerin
- Plácido Domingo (* 1941), Opernsänger
- Antonio Escohotado (1941–2021), Philosoph, Jurist, Essayist und Universitätsprofessor
- Carlos Giménez (* 1941), Comiczeichner

##### 1942
- Rafael Alvira (1942–2024), Philosoph und Gesellschaftswissenschaftler
- Carmen Iglesias (* 1942), Historikerin
- Joaquín María López de Andújar y Cánovas del Castillo (* 1942), katholischer Bischof von Getafe
- Tomás Marco (* 1942), Komponist
- José Nieto (* 1942), Komponist
- Manolo Otero (1942–2011), Sänger und Schauspieler
- Serranito, eigentlich Víctor Luis Monge Fernández (* 1942), Gitarrist
- Javier Solana (* 1942), Politiker

##### 1943
- Marisol Ayuso (* 1943), Theater-, Fernseh- und Filmschauspielerin
- Ramón Grosso (1943–2002), Fußballspieler
- Julio Iglesias (* 1943), Fußballspieler und Sänger
- Micky (* 1943), Schlagersänger und Schauspieler
- Lorenzo Sanz (1943–2020), Geschäftsmann und Fußballfunktionär
- Manuel Velázquez (1943–2016), Fußballspieler

##### 1944
- Juan Luis Cebrián (* 1944), Journalist, Schriftsteller und Medienunternehmer
- Alfonso Cortina (1944–2020), Manager
- Enrique Barón Crespo (* 1944), Politiker
- Rocío Dúrcal (1944–2006), Schauspielerin und Sängerin
- José Luis Garci (* 1944), Drehbuchautor, Filmproduzent und -regisseur
- José María Guelbenzu (1944–2025), Schriftsteller und Literaturkritiker
- Daniel Yuste (1944–2020), Radrennfahrer

##### 1945
- Walter Bungard (* 1945), Psychologe, Autor und Hochschullehrer
- José Manuel Durán (* 1945), Boxer
- José Manuel García-Margallo (* 1944), Politiker
- José Ignacio Carbajal Gárate (1945–2017), Diplomat
- Carmen Maura (* 1945), Schauspielerin
- Emilio Menéndez del Valle (* 1945), Hochschullehrer, Diplomat und Politiker
- José Luis Romero (* 1945), Fußballspieler und -trainer

##### 1946
- Ricardo Olmos Romera (* 1946), Archäologe
- Marisa Paredes (1946–2024), Schauspielerin
- Alfonso Ungría (* 1946), Regisseur
- Pilar Velázquez (* 1946), Schauspielerin
- Emilio de Villota (* 1946), Automobilrennfahrer
- Kurt Peter C. Vollhardt (* 1946), amerikanischer Chemiker

##### 1947
- Francisco Javier Martínez Fernández (* 1947), katholischer Erzbischof
- Florentino Pérez (* 1947), Unternehmer
- Ignacio Rupérez Rubio (1947–2015), Diplomat

##### 1948
- Francisco Algora (1948–2016), Schauspieler und Autor
- José Luis Capón (1948–2020), Fußballspieler
- Manuel Clares (* 1948), Fußballspieler
- Francisco Villar García-Moreno (1948–2011), Politiker
- Lodovico Gasparini (* 1948), italienischer Regisseur
- João Carlos de Souza Gomes (* 1948), brasilianischer Diplomat
- Bernardo Pericás Neto (* 1948), brasilianischer Diplomat
- Ana de Palacio (* 1948), Politiker
- Leopoldo Maria Panero (1948–2014), Lyriker, Übersetzer, Erzähler, Kritiker, Essayist

##### 1949
- Louis-Marie de Blignières (* 1949), Prior
- Rafael Pérez Botija (* 1949), Komponist und Arrangeur
- Miguel Ángel Furones (1949–2021), Publizist und Schriftsteller
- Rodrigo Rato (* 1949), Politiker
- Luís Miguel Cintra (* 1949), portugiesischer Schauspieler und Theaterregisseur
- Dámaso Ruiz-Jarabo Colomer (1949–2009), Jurist

##### 1950
- Miguel Arias Cañete (* 1950), Politiker
- Agustín Díaz Yanes (* 1950), Regisseur und Drehbuchautor
- Francisco Fernández Ochoa (1950–2006), Skirennläufer
- Juan María Fernández y Krohn (* 1950), Priester, Rechtsanwalt und Papst-Attentäter
- Cristina Galbó (* 1950), Schauspielerin
- Mariano García Remón (* 1950), Fußballspieler und -trainer
- Tony Isbert (1950–2025), Schauspieler
- Esther Koplowitz (* 1950), Unternehmerin
- Loyola de Palacio (1950–2006), Politiker
- Mario Pacheco (1950–2010), Fotograf und Musikproduzent
- Ignacio Quereda (* 1950), Fußballtrainer
- Paloma San Basilio (* 1950), Sängerin und Musicaldarstellerin
- José Ignacio Wert (* 1950), Politiker und Soziologe

#### 1951 bis 1960

##### 1951
- Pedro Arrojo-Agudo (* 1951), Umweltaktivist, Politiker, Physiker und Professor
- Ana Belén (* 1951), Schauspielerin und Sängerin
- Javier Marías (1951–2022), Schriftsteller, Kolumnist und Übersetzer
- José Mendiluce Pereiro (1951–2015), Autor und Politiker
- Rosa Montero (* 1951), Journalistin und Schriftstellerin
- Miguel Ángel Moratinos (* 1951), Diplomat, Jurist und Politiker
- Juan Manuel Fernández Ochoa (* 1951), Skirennläufer

##### 1952
- Esperanza Aguirre (* 1952), Politikerin
- José María Bermúdez de Castro (* 1952), Paläoanthropologe
- Michael Pan (* 1952), Schauspieler und Synchronsprecher
- Willy Meyer Pleite (* 1952), Politiker

##### 1953
- José María Aznar (* 1953), Politiker
- Ana Botella (* 1953), Politikerin
- Mercedes Cabrera (* 1953), Politikerin
- Juan Muñoz (1953–2001), Künstler
- Bertín Osborne (* 1953), Sänger, Moderator und Schauspieler
- Santiago Ziesmer (* 1953), deutscher Schauspieler, Synchron- und Hörspielsprecher

##### 1954
- Francisco Javier Cedena (* 1954), Radrennfahrer
- Juan Antonio Corbalán (* 1954), Basketballspieler
- José Ramón Encinar (* 1954), Dirigent und Komponist
- Thomas Gil (* 1954), Philosoph
- Juan Gorraiz (* 1954), Physiker und Schriftsteller
- Rafael Pacheco (* 1954), Astronom
- Jesús Suárez Cueva (* 1954), Radrennfahrer

##### 1955
- Gabriel Calvo (1955–2021), Turner
- Carmen Cuesta (* ≈1955), spanisch-amerikanische Sängerin und Schauspielerin
- Verónica Forqué (1955–2021), Schauspielerin
- Carlos González (* 1955), Jazzmusiker
- Franz Lebsanft (* 1955), deutscher Romanist
- Ángela Molina (* 1955), Schauspielerin
- José Miguel Moreno (* 1955), Musiker
- Javier Moro (* 1955), Autor
- Miguel Maury Buendía (* 1955), Erzbischof der römisch-katholischen Kirche
- Enrique Páez (* 1955), Jugendbuchautor
- Antonio Rebollo (* 1955), Bogenschütze und Leichtathlet
- Jesús Sanz Montes (* 1955), römisch-katholischer Priester und Erzbischof von Oviedo
- Gonzalo Trancho (* 1955), Anthropologe
- Fernando Trueba (* 1955), Filmregisseur, Drehbuchautor und Filmproduzent

##### 1956
- Christian Berger (* 1956), deutscher Diplomat
- Marisol Casado (* 1956), Triathletin, Präsidentin der International Triathlon Union
- José María García-Aranda (* 1956), Fußballschiedsrichter
- José Manuel López López (* 1956), Komponist
- Jorge Pardo (* 1956), Musiker
- Ana Rosa Quintana (* 1956), Journalistin und Fernsehmoderatorin
- Jesús Huerta de Soto (* 1956), Wirtschaftswissenschaftler
- Lucas Schmid (* 1956), Jazzmusiker, Musikproduzent

##### 1957
- Carmen Belén Núñez (* 1957), Wasserspringerin
- José Coronado (* 1957), Schauspieler
- Manuel Donato Diez (* 1957), Bildhauer
- Ouka Leele (1957–2022), Schauspielerin
- José Luis Piñar Mañas (* 1957), Rechtswissenschaftler
- Poli Rincón (* 1957), Fußballspieler
- Francisco Javier García Sanz (* 1957), Automobil- und Sportmanager
- Miguel Sebastián (* 1957), Wirtschaftswissenschaftler und Politiker
- Antonio Vega (1957–2009), Sänger, Gitarrist und Komponist

##### 1958
- Lolita Flores (* 1958), Schauspielerin und Sängerin
- Benjamín González (1958–2011), Sprinter und Mittelstreckenläufer
- Michael Eladio López-Alegría (* 1958), US-amerikanischer Astronaut
- José Manuel González-Páramo (* 1958), Ökonom
- Chema Madoz (* 1958), Fotograf
- Emilio Rocha Grande (* 1958), Erzbischof von Tanger
- Inmaculada Rodríguez-Piñero (* 1958), Politikerin
- Alberto Ruiz-Gallardón (* 1958), Politiker

##### 1959
- Victoria Abril (* 1959), Schauspielerin
- Juan Luis Coghen (* 1959), Hockeyspieler
- Ricardo Gallego (* 1959), Fußballspieler
- Ramón Langa (* 1959), Schauspieler
- Ana Mato (* 1959), Politikerin
- Adriana Ozores (* 1959), Schauspielerin
- Joaquín Ruiz (* 1959), Judoka
- Ana Torroja (* 1959), Sängerin

##### 1960
- Pedro Aguilar (* 1960), Fußballspieler
- Maria de Alvear (* 1960), Komponistin
- Rafael Benítez (* 1960), Fußballspieler und -trainer
- Kate Brown (* 1960), US-amerikanische Politikerin und seit 2015 Gouverneurin des Bundesstaates Oregon
- Almudena Grandes (1960–2021), Schriftstellerin
- Luis de Guindos (* 1960), Politiker und Wirtschaftswissenschaftler
- Georg Khevenhüller (* 1960), österreichisch-deutscher Unternehmer
- Ángela Nieto (* 1960), Biologin
- Eduardo Chozas Olmo (* 1960), Radrennfahrer
- Segundo Tejado Muñoz (* 1960), römisch-katholischer Geistlicher

#### 1961 bis 1970

##### 1961
- Miguel Berger (* 1961), deutscher Diplomat, Botschafter der Bundesrepublik Deutschland
- Javier Cook (* 1961), Footballtrainer
- Juan Echanove (* 1961), Regisseur und Schauspieler
- Inés Fernández-Ordóñez (* 1961), Philologin
- Iñigo Manglano-Ovalle (* 1961), Künstler
- Luis Manso (* 1961), Filmproduzent und Kameramann
- Luis Marín de San Martín (* 1961), Ordensgeistlicher und Kurienbischof
- Emma Ozores (* 1961), Schauspielerin
- Manuel Pereira (* 1961), Fechter
- Jesús Rueda (* 1961), Komponist und Musikpädagoge

##### 1962
- José Luis Carreira (* 1962), Mittel- und Langstreckenläufer
- Mercedes Coghen (* 1962), Hockeyspielerin
- Miriam Díaz Aroca (* 1962), Schauspielerin und Fernsehansagerin
- Natalia Dicenta (* 1962), Schauspielerin, Fernsehmoderatorin und Sängerin
- Ivan (* 1962), Sänger
- Francisco César García Magán (* 1962), römisch-katholischer Geistlicher, Weihbischof in Toledo
- Frank Kozik (1962–2023), US-amerikanischer Künstler
- Manolo Lama (* 1962), Maler
- Paloma López Bermejo (* 1962), Politikerin
- José Antonio López Guerrero (* 1962), Virologe
- Santiago Luna (* 1962), Golfspieler
- Fernando Martín (1962–1989), Basketballspieler
- Luisgé Martín (* 1962), Schriftsteller
- Miguel Ángel Martín (* 1962), Golfspieler
- José Luis Navarro (* 1962), Radrennfahrer
- Alberto Ortega Martín (* 1962), katholischer Erzbischof und Diplomat des Heiligen Stuhls
- Carlos Sainz senior (* 1962), Rallyefahrer
- Paloma Sánchez-Garnica (* 1962), Schriftstellerin

##### 1963
- Luis d’Antin (* 1963), Motorradrennfahrer
- Carlos Bardem (* 1963), Schauspieler und Schriftsteller
- Emilio Butragueño (* 1963), Fußballspieler
- Nacho Cano (* 1963), Arrangeur, Komponist und Produzent
- Antonio Cascos (* 1963), Skilangläufer
- Pedro Francisco Duque (* 1963), Astronaut
- Blanca Fernández Ochoa (1963–2019), Skirennläuferin
- Isidro Ferrer (* 1963), Illustrator und Grafikdesigner
- Jorge Fin (* 1963), Maler, Grafiker und Bildhauer
- Rosario Flores (* 1963), Schauspielerin und Sängerin
- Carmen Machi (* 1963), Schauspielerin
- Cayetano Martínez de Irujo (* 1963), Springreiter
- Blanca Muñoz (* 1963), Bildhauerin und Grafikerin
- Blanca Portillo (* 1963), Schauspielerin
- José Miguel González (* 1963), Fußballspieler und -trainer
- Tomás González Rivera (* 1963), Fußballspieler
- Elena von Spanien (* 1963), Tochter von König Juan Carlos I.

##### 1964
- Miguel Bardem (* 1964), Regisseur und Drehbuchautor
- Mónica Bardem (* 1964), Schauspielerin
- Stefano Cerioni (* 1964), italienischer Florett-Fechter
- Javier Fesser (* 1964), Filmregisseur und Publizist
- Amparo Moraleda (* 1964), Wirtschaftsingenieurin und Managerin
- David del Puerto (* 1964), Komponist, Gitarrist und Musikpädagoge
- Virginia Ramírez (* 1964), Hockeyspielerin
- Kiril Sakskoburggotski (* 1964), bulgarischer Politiker und Finanzmakler
- Emma Suárez (* 1964), Schauspielerin
- Ramiro Villapadierna (* 1964), Auslandskorrespondent
- Antonio Camacho Vizcaíno (* 1964), Politiker

##### 1965
- Antonio Albacete (* 1965), Automobilrennfahrer
- Lucía Cano (* 1965), Architektin
- María Dolores de Cospedal García (* 1965), Politikerin
- José Clavet (* 1965), Tennisspieler
- Ángeles González-Sinde (* 1965), Film- und Werbespotregisseurin und Drehbuchautorin
- Luis Fernández Ochoa (* 1965), Skirennläufer
- Alicia Remirez (* 1965), Filmproduzentin
- Belén Rueda (* 1965), Schauspielerin
- Ricardo Sáenz de Ynestrillas Pérez (* 1965), Politiker
- Quique Sánchez Flores (* 1965), Fußballspieler und -trainer
- Emilio Sánchez Vicario (* 1965), Tennisspieler
- Manolo Sanchís (* 1965), Fußballspieler
- Santiago Segura (* 1965), Schauspieler, Regisseur, Produzent und Drehbuchautor
- Cristina von Spanien (* 1965), Infantin von Spanien

##### 1966
- Beatriz Becerra (* 1966), Politikerin
- Alberto Juzdado (* 1966), Marathonläufer
- Dolores Fernández Ochoa (* 1966), Skirennläuferin
- Marta Sánchez (* 1966), Sängerin
- Sonia Santiago (* 1966), Tänzerin, Tanzpädagogin und Ballettmeisterin
- Santiago Sierra (* 1966), Konzeptkünstler
- Javier Suárez (* 1966), Wirtschaftswissenschaftler
- Ana Torrent (* 1966), Schauspielerin

##### 1967
- Icíar Bollaín (* 1967), Schauspielerin, Filmregisseurin und Drehbuchautorin
- Ana Burgos (* 1967), Duathletin und Triathletin
- José Luis Caminero (* 1967), Fußballspieler
- César Fernández García (* 1967), Jugendbuchautor
- Kane (* 1967), US-amerikanischer Wrestler und Schauspieler
- Ray Loriga (* 1967), Autor und Regisseur
- Marta Sanz (* 1967), Schriftstellerin

##### 1968
- Fernando León de Aranoa (* 1968), Filmregisseur und Drehbuchautor
- Alicia Borrachero (* 1968), Film- und Theaterschauspielerin
- Diego el Cigala (* 1968), Roma-Flamenco-Sänger
- Félix García Casas (* 1968), Radrennfahrer
- Pedro Francisco García (* 1968), Wasserballspieler
- Jesús Miguel Rollán (1968–2006), Wasserballspieler
- Ángel Román Idígoras (* 1968), römisch-katholischer Bischof von Albacete
- Alejandro Sanz (* 1968), Musiker
- Fernando Soto (* 1968), Schauspieler
- Felipe von Spanien (* 1968), spanischer Thronfolger, Fürst von Asturien und Fürst von Girona
- Pablo Usoz (* 1968), Hockeyspieler

##### 1969
- Sonia Barrio (* 1969), Hockeyspielerin
- Santiago Cañizares (* 1969), Fußballtorhüter
- Jesús Ángel García (* 1969), Geher
- Luis Javier González (* 1969), Mittelstreckenläufer
- Alberto Herreros (* 1969), Basketballspieler
- Alejandro Maclean (1969–2010), Kunstflugpilot und Filmproduzent
- María del Mar Prieto Ibáñez (* 1969), Fußballspielerin
- Chus Mateo (* 1969), Basketballtrainer
- Teresa Ribera (* 1969), Politikerin, Vizepräsidentin der Europäischen Kommission
- María Sánchez Bravo (* 1969), Handballtorhüterin
- Jorge Sanz (* 1969), Schauspieler
- David Trueba (* 1969), Schriftsteller, Journalist, Drehbuchautor, Schauspieler und Regisseur

##### 1970
- Alejandro Agag (* 1970), Unternehmer und Politiker
- Pilar Castro (* 1970), Schauspielerin
- Sonia Contera (* 1970), Physikerin und Hochschullehrerin
- Josef Lontscharitsch (* 1970), österreichischer Radrennfahrer
- Miki Oca (* 1970), Wasserballspieler und -trainer
- Rafael Pascual (* 1970), Volleyballspieler
- David Plaza (* 1970), Radrennfahrer
- Fabián Roncero (* 1970), Langstreckenläufer
- Daniel Sánchez Arévalo (* 1970), Drehbuchautor und Filmregisseur
- Maribel Verdú (* 1970), Schauspielerin

#### 1971 bis 1980

##### 1971
- Carlos Velasco Carballo (* 1971), Fußballspieler
- Eduardo Chapero-Jackson (* 1971), Filmregisseur
- Lola Dueñas (* 1971), Schauspielerin
- Estrella Galán (* 1971), Sozialarbeiterin, Menschenrechtsaktivistin und Politikerin
- Juan Garaizabal (* 1971), Konzeptkünstler
- Alberto García (* 1971), Leichtathlet
- Ricardo López Felipe (* 1971), Fußballspieler
- José Ángel Mañas (* 1971), Schriftsteller
- José Manuel Martínez (* 1971), Langstreckenläufer
- Juan Camilo Mouriño (1971–2008), mexikanischer Politiker
- José-Domingo Rodríguez Martín (* 1971), Jurist
- Raül Romeva (* 1971), Politikwissenschaftler und Politiker

##### 1972
- José Manuel Albares (* 1972), Politiker
- Ángel Luis Andreo (* 1972), Wasserballspieler
- Isabel García Adánez (* 1972), Übersetzerin und Hochschuldozentin
- Pedro Contreras (* 1972), Fußballtorhüter
- Carlos Domínguez-Nieto (* 1972), Dirigent
- Ignacio Garrido (* 1972), Profigolfer
- José Javier Hombrados (* 1972), Handballspieler
- Luis Miguel Martín (* 1972), Hindernisläufer
- Belén Sánchez (* 1972), Kanutin

##### 1973
- Jesús Casas (* 1973), Fußballtrainer
- Gala León García (* 1973), Tennisspielerin
- Jaime Sánchez Fernández (* 1973), Fußballspieler
- Pilar Llop (* 1973), Juristin und Politikerin
- Virginia Ruano Pascual (* 1973), Tennisspielerin
- Jennifer Rope (* 1973), Schauspielerin, Fernsehmoderatorin und Model
- Susana Sheiman (* 1973), Jazzmusikerin
- Marta Fernández Vázquez (* 1973), Journalistin und Schriftstellerin

##### 1974
- Marta Botía (* 1974), Liedermacherin
- Louis Alphonse de Bourbon (* 1974), Mitglied des Hauses Bourbon
- Bárbara Franco (* 1974), Schwimmerin
- Diego Martín (* 1974), Schauspieler
- Saúl Morales (1974–2000), Radrennfahrer
- Iván Moro (* 1974), Wasserballspieler
- Óscar Peñas García (* 1974), Judoka
- Patricia Portillo (* 1974), Freestyle-Skierin
- María Jesús Rosa (1974–2018), Boxerin
- Fernando Sanz (* 1974), Fußballspieler
- Antonio Serrano (* 1974), Mundharmonikaspieler
- Ismael Serrano (* 1974), Sänger, Liedermacher und Gitarrist
- Silke (* 1974), Schauspielerin
- Jesús Vidal Chamorro (* 1974), römisch-katholischer Geistlicher, Bischof von Segovia
- Ángel Vivar Dorado (* 1974), Fußballspieler

##### 1975
- José Antonio Álvarez Sánchez (* 1975), katholischer Geistlicher, Weihbischof in Madrid
- Sara Álvarez (* 1975), Judoka
- Alberto Benito (* 1975), Radrennfahrer
- Roberto Carretero (* 1975), Tennisspieler
- Claudia Franco (* 1975), Schwimmerin
- Francisco García (* 1975), Radrennfahrer
- Leticia Sigarrostegui García (* 1975), Schriftstellerin
- José Antonio García Calvo (* 1975), Fußballspieler
- Enrique Iglesias (* 1975), Sänger und Komponist
- José María Movilla (* 1975), Fußballspieler
- Manuela Velasco (* 1975), Schauspielerin
- Leonor Watling (* 1975), Schauspielerin und Sängerin

##### 1976
- Maria Teresa Aguado Molina (* 1976), spanische Professorin
- Elisa Aguilar (* 1976), Basketballspielerin
- Ana Alcaide (* 1976), Musikerin, Komponistin, Musikproduzentin und Biologin
- Fernando Andina (* 1976), Schauspieler
- Diego Camacho Quesada (* 1976), Fußballspieler
- Jorge Ferrío (* 1976), Radrennfahrer
- Rodrigo de la Fuente (* 1976), Basketballspieler
- Javi Guerrero (* 1976), Fußballspieler
- Carlos Jiménez Sánchez (* 1976), Basketballspieler
- Pablo Lastras (* 1976), Radrennfahrer
- Francisco Mancebo (* 1976), Radrennfahrer
- Elsa Pataky (* 1976), Schauspielerin, Filmproduzentin und Sängerin
- Lluvia Rojo (* 1976), Schauspielerin
- Víctor (* 1976), Fußballspieler

##### 1977
- Patricia Arribas (* 1977), Langstreckenläuferin
- Eloy Azorín (* 1977), Schauspieler
- Celia Blanco (* 1977), Schauspielerin, Pornodarstellerin und Autorin
- Cristina Cabeza Gutiérrez (* 1977), Handballspielerin und -trainerin
- Manuel Colón Rodríguez (* 1977), Handballspieler
- Mónica Cruz (* 1977), Tänzerin und Schauspielerin
- Juan Gómez-Jurado (* 1977), Autor
- Dani Martín (* 1977), Musiker
- Raúl (* 1977), Fußballspieler
- Wally Szczerbiak (* 1977), US-amerikanischer Basketballspieler
- Begoña Villacís (* 1977), Rechtsanwältin und Kommunalpolitikerin
- Ricardo Pérez de Zabalza (* 1977), Fußballspieler
- José Ignacio Zahinos (* 1977), Fußballspieler

##### 1978
- José Luis Abajo (* 1978), Degenfechter
- Pablo Amo (* 1978), Fußballspieler
- Antonio Calle (* 1978), Fußballspieler
- Gabriel Campillo (* 1978), Boxer
- Bárbara Elorrieta (* 1978), Schauspielerin
- Federico Galera Díez (* 1978), Skibergsteiger und Bergläufer
- Fonsi Nieto (* 1978), Motorradrennfahrer
- Javier Calleja (* 1978), Fußballspieler
- Javier Vercher (* 1978), Jazzmusiker

##### 1979
- Mayte Alguacil (* ≈1979), Jazzmusikerin
- Raúl Alonso (* 1979), Handballspieler und -trainer
- Cecilia Blanco (* 1979), Judoka
- Marina Damlaimcourt (* 1979), Triathletin
- Shaila Dúrcal (* 1979), Schauspielerin und Sängerin
- Almudena Gallardo (* 1979), Bogenschützin
- Rodrigo Garza (* 1979), Hockeyspieler
- Estela Giménez (* 1979), Sportgymnastin
- Alberto Mielgo (* 1979), Filmregisseur und Animator
- Sergio del Molino (* 1979), Schriftsteller und Journalist
- Salma de Nora (* 1979), Pornodarstellerin
- Antonio Núñez (* 1979), Fußballspieler
- Ruth Núñez (* 1979), Schauspielerin
- Rubén Martín Pulido (* 1979), Fußballspieler
- Gema Pascual (* 1979), Radsportlerin
- Moisés P. Sánchez (* 1979), Jazz- und Fusionmusiker
- José Antonio Villanueva (* 1979), Radrennfahrer

##### 1980
- Javier Camuñas Gallego (* 1980), Fußballspieler
- Daniel Cifuentes (* 1980), Fußballspieler
- Raquel Corral (* 1980), Synchronschwimmerin
- Gonzalo Fernández Castaño (* 1980), Profigolfer
- Antonio García (* 1980), Automobilrennfahrer
- Roberto García Parrondo (* 1980), Handballspieler und -trainer
- Pablo Martín Jones (* 1980), US-amerikanischer Musiker
- Nina Moghaddam (* 1980), deutsche Fernsehmoderatorin und Webvideoproduzentin
- David Otero (* 1980), Sänger, Gitarrist und Songwriter
- Francisco Pavón (* 1980), Fußballspieler
- Miguel Alfonso Pérez Aracil (* 1980), Fußballspieler
- Salvador Rodríguez (* 1980), Sprinter
- María de Villota (1980–2013), Automobilrennfahrerin

#### 1981 bis 1990

##### 1981
- David Aganzo (* 1981), Fußballspieler
- Maria Bestar (* 1981), Sängerin
- Carlos Cuéllar (* 1981), Fußballspieler
- Javier Martín de Villa (* 1981), Skibergsteiger
- Daniel Moreno (* 1981), Radrennfahrer
- Jorge Vilda (* 1981), Fußballtrainer

##### 1982
- Isabel Benjumea (* 1982), Politikerin
- José Luis Cabrera Cava (* 1982), Fußballspieler
- David Cobeño (* 1982), Fußballtorhüter
- Alberto Contador (* 1982), Radrennfahrer
- Laura del Río García (* 1982), Fußballspielerin
- Beatriz Luengo (* 1982), Schauspielerin, Tänzerin und Sängerin
- Malú (* 1982), Sängerin
- Álvaro Mejía (* 1982), Fußballspieler
- Daniel Muñoz de la Nava (* 1982), Tennisspieler
- Pepe Reina (* 1982), Fußballtorhüter
- Patricia Sarrapio (* 1982), Dreispringerin

##### 1983
- Carlos Abellán (* 1983), Radrennfahrer
- Esther Acebo (* 1983), Schauspielerin
- Arturo Casado (* 1983), Leichtathlet
- Verónica Echegui (* 1983), Schauspielerin
- Alberto Fernández (* 1983), Sportschütze
- Gabi (* 1983), Fußballspieler
- Miguel Ángel Muñoz (* 1983), Schauspieler und Sänger
- Félix Porteiro (* 1983), Automobilrennfahrer
- Inés Martín Rodrigo (* 1983), Journalistin und Schriftstellerin
- Julián Vara (* 1983), Fußballspieler
- Fernando Verdasco (* 1983), Tennisspieler

##### 1984
- Javier Ambrossi (* 1984), Sänger
- Javier Arizmendi (* 1984), Fußballspieler
- Alberto Fernández (* 1984), Radrennfahrer
- Juan Carlos Fernández (* 1984), Radrennfahrer
- Bárbara Lennie (* 1984), Schauspielerin
- Luis Ángel Maté (* 1984), Radrennfahrer
- Fernando Torres (* 1984), Fußballspieler
- Lucas Vidal (* 1984), Komponist
- Jacobo Ynclán (* 1984), Fußballspieler

##### 1985
- Javier Balboa (* 1985), spanisch-äquatorialguineischer Fußballspieler
- Yohana Cobo (* 1985), Schauspielerin
- Edurne (* 1985), Popsängerin, Schauspielerin und Moderatorin
- Javier López Fernández (* 1985), Politiker
- Daniel Lucas (* 1985), Fußballspieler
- Marcos Martínez (* 1985), Automobilrennfahrer
- Leticia Moreno (* 1985), Violinistin
- Alejandro Mozas García (* 1985), Handballtrainer
- Álvaro Negredo (* 1985), Fußballspieler
- Natalia Pablos (* 1985), Fußballspielerin
- Alejandra Salazar (* 1985), Padelspielerin
- Andy Souček (* 1985), spanisch-österreichischer Automobilrennfahrer
- Adriana Ugarte (* 1985), Schauspielerin
- Borja Valero (* 1985), Fußballspieler
- Harriet von Waldenfels (* 1985), deutsche Journalistin und Fernsehmoderatorin

##### 1986
- Hiba Abouk (* 1986), spanisch-tunesische Schauspielerin
- Guillermo Alcaide (* 1986), Tennisspieler
- Alba María Cabello (* 1986), Synchronschwimmerin
- Sergio Canamasas (* 1986), Automobilrennfahrer
- Oona Castilla Chaplin (* 1986), Schauspielerin, Flamenco-Tänzerin und Ballerina
- Alba Flores (* 1986), Schauspielerin
- Roberto Jiménez Gago (* 1986), Fußballtorhüter
- Miguel Ángel Nieto (* 1986), Fußballspieler
- María del Pilar Peña (* 1986), Wasserballspielerin
- Carlos Blanco Pérez (* 1986), Schriftsteller, Ägyptologe, Philosoph, Chemiker und ehemaliges Wunderkind
- Esther Paniagua (* 1986), freie Journalistin und Autorin
- Amaia Salamanca (* 1986), Schauspielerin
- Miguel Torres (* 1986), Fußballspieler

##### 1987
- Antonio Adán (* 1987), Fußballtorhüter
- Esteban Granero (* 1987), Fußballspieler
- Elías Hartard (* 1987), spanisch-chilenischer Fußballspieler
- David Mateos (* 1987), Fußballspieler
- Ana María Polvorosa (* 1987), Schauspielerin
- Mark Ujakpor (* 1987), Leichtathlet
- María Valverde (* 1987), Schauspielerin
- Manuela Vellés (* 1987), Schauspielerin und Musikerin

##### 1988
- Abel Azcona (* 1988), Aktionskünstler
- Aauri Bokesa (* 1988), Leichtathletin und Basketballspielerin
- Alberto Bueno (* 1988), Fußballspieler
- Irene Escolar (* 1988), Schauspielerin
- Adrián González (* 1988), Fußballspieler
- Laura López (* 1988), Wasserballspielerin
- Irene Montero (* 1988), Psychologin und Politikerin (Podemos)
- Juan Francisco Moreno (* 1988), Fußballspieler
- Blanca Suárez (* 1988), Schauspielerin

##### 1989
- Belinda (* 1989), mexikanische Pop-Rock-Sängerin
- Álvaro Domínguez Soto (* 1989), Fußballspieler
- Tomás Mejías (* 1989), Fußballtorhüter
- Daniel Parejo (* 1989), Fußballspieler

##### 1990
- Víctor García (* 1990), Automobilrennfahrer
- David de Gea (* 1990), Fußballtorhüter
- Jennifer Hermoso (* 1990), Fußballspielerin
- Clara Lago (* 1990), Schauspielerin
- Marcos Alonso Mendoza (* 1990), Fußballspieler
- Nacho (* 1990), Fußballspieler
- Juan Carlos Pérez López (* 1990), Fußballspieler
- Nadia de Santiago (* 1990), Schauspielerin
- C. Tangana (* 1990), Rapper, Sänger und Musiker
- Claudia Zornoza (* 1990), Fußballspielerin

#### 1991 bis 2000

##### 1991
- Eduardo Casanova (* 1991), Schauspieler
- Maxi Iglesias (* 1991), Schauspieler
- Javier Fernández López (* 1991), Eiskunstläufer
- Enrique López Pérez (* 1991), Tennisspieler
- Roberto Ortega Olmedo (* 1991), Tennisspieler
- Samuel Sáiz (* 1991), Fußballspieler

##### 1992
- Koke (* 1992), Fußballspieler
- Fernando Carro Morillo (* 1992), Leichtathlet
- Elena Contreras Patiño (* 1992), Fußballschiedsrichterin
- Javier Martí (* 1992), Tennisspieler
- Álvaro Morata (* 1992), Fußballspieler
- Nathalia Ramos (* 1992), US-amerikanische Schauspielerin
- Natalia Arroyo Rodríguez (* 1992), Schauspielerin
- Pablo Sarabia (* 1992), Fußballspieler

##### 1993
- Julio Arenas (* 1993), Sprinter
- Daniel Caverzaschi (* 1993), Rollstuhltennisspieler
- Daniel Díez (* 1993), Basketballspieler
- Jaime Fernández (* 1993), Basketballspieler
- Mina El Hammani (* 1993), Schauspielerin und Model
- Álvaro Iglesias (* 1993), Hockeyspieler
- Diego Llorente (* 1993), Fußballspieler
- Eduardo Lorrio (* 1993), Wasserballspieler
- Amanda Sampedro (* 1993), Fußballspielerin
- Jorge Sanz (* 1993), Basketballspieler

##### 1994
- Almudena Amor (* 1994), Schauspielerin
- Israel Suero Fernández (* 1994), Fußballspieler
- Javier Manquillo (* 1994), Fußballspieler
- Adrián Mateos (* 1994), Pokerspieler
- Carlos Sainz junior (* 1994), Automobilrennfahrer

##### 1995
- Carmen Campos (* 1995), Handballspielerin
- Alejandro Márquez Coloma (* 1995), Handballspieler
- Mario Hermoso (* 1995), Fußballspieler
- Marcos Llorente (* 1995), Fußballspieler
- Javier Martin Morales (* 1995), Duathlet und Triathlet

##### 1996
- Alejandro Galán (* 1996), Padelspieler
- Diego García (* 1996), Geher
- Santiago López García (* 1996), Handballspieler
- Belén Iglesias (* 1996), Hockeyspielerin
- José María Márquez Coloma (* 1996), Handballspieler
- Juan Muñoz de la Peña Morales (* 1996), Handballspieler
- María Pedraza (* 1996), Schauspielerin
- Sergio Reguilón (* 1996), Fußballspieler

##### 1997
- Sergio Akieme (* 1997), spanisch-äquatorialguineischer Fußballspieler
- Carlos Carrasco (* 1997), American-Football-Spieler
- Marta Cazalla (* 1997), Fußballspielerin
- Itzan Escamilla (* 1997), Schauspieler
- Augusto Fernández (* 1997), Motorradrennfahrer
- Marta Ortega (* 1997), Padelspielerin
- Malena Ortiz (* 1997), Fußballspielerin
- Samara Ortiz (* 1997), Fußballspielerin
- Fergus Riordan (* 1997), Schauspieler

##### 1998
- Omar Ayuso (* 1998), Schauspieler
- Paula García (* 1998), Sprinterin
- Achraf Hakimi (* 1998), marokkanischer Fußballspieler
- Jorge Martín (* 1998), Motorradrennfahrer
- Isa Montalbán (* 1998), Schauspielerin
- Héctor Santos (* 1998), Leichtathlet

##### 1999
- Gabriela Andrada (* 1999), Schauspielerin und Model
- Mirela Balić (* 1999), Schauspielerin
- María Belén Carro (* 1999), Beachvolleyballspielerin
- Jorge Cuenca (* 1999), Fußballspieler
- Álvaro Djaló (* 1999), Fußballspieler
- Sara Ezquerro (* 1999), Fußballspielerin
- Yasmin Mrabet (* 1999), marokkanisch-spanische Fußballspielerin
- Lucía Rodríguez (* 1999), Fußballspielerin

##### 2000
- Javier Bello (* 2000), britischer Beachvolleyballspieler
- Joaquin Bello (* 2000), britischer Beachvolleyballspieler
- Ester Expósito (* 2000), Schauspielerin
- Alejandro Moro Cañas (* 2000), Tennisspieler
- Lorena Navarro (* 2000), Fußballspielerin
- Esther Navero (* 2000), Sprinterin
- Rodrigo Riquelme (* 2000), Fußballspieler
- Blanca Toledano (* 2000), Synchronschwimmerin
- Nicole Wiggins Sancho (* 2000), Handballspielerin

### 21. Jahrhundert

#### 2001 bis 2010

##### 2001
- John Cabang (* 2001), philippinischer Hürdenläufer
- Sergio Camello (* 2001), Fußballspieler
- Martina Cariddi (* 2001), Schauspielerin
- Raúl García Pierna (* 2001), Radrennfahrer
- Gabriel Guevara (* 2001), französisch-spanischer Schauspieler
- Miguel Gutiérrez (* 2001), Fußballspieler
- Alberto Martín Botet (* 2001), Handballspieler

##### 2002
- Lorenzo Aguado (* 2002), Fußballspieler
- Carmen Avilés (* 2002), Sprinterin
- Luca Basile (* 2002), kanadisch-spanischer Eishockeyspieler
- Paula Camus (* 2002), Wasserballspielerin
- Jaime Gallego Muro (* 2002), Handballspieler
- Peter González (* 2002), spanisch-dominikanischer Fußballspieler
- Blanca Hervás (* 2002), Sprinterin
- Mario Nevado Gil (* 2002), Handballspieler
- Javier Rodríguez Moreno (* 2002), Handballspieler
- Victor Parada (* 2002), Fußballspieler
- Jeremy Sarmiento (* 2002), ecuadorianisch-englischer Fußballspieler
- Joao Urbáez (* 2002), dominikanisch-spanischer Fußballspieler
- Nicole Wallace (* 2002), Schauspielerin und Sängerin

##### 2003
- Ariana Arias (* 2003), Fußballspielerin
- Pablo Barrios (* 2003), Fußballspieler
- Diego Domínguez (* 2003), Kanute
- John Joe Patrick Finn (* 2003), spanisch-irischer Fußballspieler
- Inés López (* 2003), Leichtathletin
- Teresa de Mera (* 2003), Schauspielerin
- Federico Redondo (* 2003), argentinisch-spanischer Fußballspieler
- Javi Serrano (* 2003), Fußballspieler
- Marta Serrano (* 2003), Leichtathletin

##### 2004
- Sergio Carmona (* 2004), Fußballspieler
- Sofía Cosculluela (* 2004), Siebenkämpferin
- Adrián Fernández (* 2004), Motorradrennfahrer
- Gonzalo García (* 2004), Fußballspieler
- Alejandro Garnacho (* 2004), spanisch-argentinischer Fußballspieler
- Daniel Mérida (* 2004), Tennisspieler
- Juan Núñez (* 2004), Basketballspieler
- Filip Danijel Šarić (* 2004), bosnisch-spanischer Handballtorwart

##### 2005
- Carla Camacho (* 2005), Fußballspielerin
- Leonor von Spanien (* 2005), erstes Kind des spanischen Königs Felipe VI. und seiner Frau Königin Letizia; Thronfolgerin
- Cayetana López Rey (* 2005), Volleyballspielerin
- Jacobo Ramón (* 2005), Fußballspieler
- Santiago Rublico (* 2005), philippinisch-spanischer Fußballspieler
- Pablo Torres (* 2005), Radrennfahrer

##### 2006
- David Alonso (* 2006), kolumbianischer Motorradrennfahrer
- Claudia Fernández (* 2006), Padelspielerin
- María García (* 2006), Fußballspielerin
- Hugo González (* 2006), Basketballspieler
- Martín Landaluce (* 2006), Tennisspieler
- Vicky López (* 2006), Fußballspielerin

##### 2007
- Paula Comendador (* 2007), Fußballspielerin
- Elsa Santos (* 2007), Fußballspielerin
- Sofía von Spanien (* 2007), zweite Tochter des spanischen Königs Felipe VI. und seiner Frau Königin Letizia

##### 2008
- Cayetana Chirinos (* 2008), peruanisch-spanische Sprinterin
- Silvia Cristóbal (* 2008), Fußballspielerin

#### 2011 bis 2020
- Anastasia Russo (* 2011), Schauspielerin und Model

## Bekannte Einwohner von Madrid
- Beatriz Galindo (1465–1535), Humanistin und Lehrerin am Hofe Isabella der Katholischen, Namensgeberin des 10. Stadtbezirks
- Joachim Hopper (1523–1576), niederländischer Jurist und Staatsmann
- Pompeo Leoni (1530/33–1608), italienischer Bildhauer und Kunstsammler
- Robert Shirley (um 1581–1628), englischer Reisender und Abenteurer
- Francisco de Moura (1610–1675), portugiesischer Diplomat und Kolonialverwalter für Spanien
- Philipp Franz (1625–1674), Herzog und Militär
- Manuel Iradier (1854–1911), Afrikaforscher und Erfinder
- Eugeni d’Ors (1882–1954), Schriftsteller, Journalist, Philosoph, Essayist und Kunstkritiker
- Joaquín Turina (1882–1949), Komponist
- Carlos Lavín (1883–1962), chilenischer Komponist und Musikwissenschaftler
- José Sobral de Almada Negreiros (1893–1970), portugiesischer Universalkünstler
- José Moreno Villa (1887–1955), Dichter, Übersetzer, Essayist, Künstler, Archivar und Hochschullehrer
- Vicente Aleixandre (1898–1984), Lyriker
- Josemaría Escrivá (1902–1975), Heiliger der römisch-katholischen Kirche
- Celso Emilio Ferreiro (1912–1979), Schriftsteller und Journalist
- Ilse Meudtner (1912–1990), deutsche Schwimmsportlerin, Tänzerin, Choreografin und Journalistin
- Julián Marías Aguilera (1914–2005), Philosoph
- Mario Benedetti (1920–2009), Journalist, Dichter und Schriftsteller
- Napoleón Ortigoza (1932–2006), Offizier
- Gustavo Alamón (1935–2020), uruguayischer Künstler
- Édith Lejet (1941–2024), französische Komponistin
- Irene von Griechenland (* 1942), Prinzessin von Griechenland
- Diana Raznovich (* 1945), argentinische Schriftstellerin, Theatermacherin und Karikaturistin
- Raúl Rivero (1945–2021), kubanischer Dichter, Journalist und Dissident
- Franco de Vita (* 1954), Pianist und Popsänger
- Clara Sánchez (* 1955), Schriftstellerin
- Emilio Calderón (* 1960), Schriftsteller und Verleger
- Julia Beerhold (* 1965), deutsche Schauspielerin
- Darío Basso (* 1966), Maler
- Félix J. Palma (* 1968), Schriftsteller
- Juan Manuel de Prada (* 1970), Autor und Literaturkritiker
- Adriana Karembeu (* 1971), slowakisches Supermodel
- Domingo Villar (1971–2022), Schriftsteller
- Najwa Nimri (* 1972), Liedermacherin und Schauspielerin
- Javier Salinas (* 1972), Schriftsteller
- Arno Camenisch (* 1978), Schweizer Schriftsteller
- Francesco D’Macho (* 1979), italienischer Pornodarsteller
- Francisco Bosch (* 1982), Balletttänzer und Filmschauspieler
- Damien Crosse (* 1982), US-amerikanischer Pornodarsteller
- Natalia Zeta (* 1983), Pornodarstellerin
- Sara Carbonero (* 1984), Sportjournalistin und Fernsehreporterin
- Manuel Añón (* 1992), Springreiter

## Bürgermeister von Madrid (Auswahl)
- 1894–1885 und 1897–1899: Álvaro de Figueroa y Torres
- 1896–1897 und 1907: Joaquín Sánchez de Toca Calvo
- 1899–1900: Ventura García Sancho Ibarrondo
- 1907: Eduardo Dato und Joaquín Sánchez de Toca Calvo
- 1965–1973: Carlos Arias Navarro
- 1979–1986: Enrique Tierno Galván
- 2003–2011: Alberto Ruiz-Gallardón
- 2011–2015: Ana Botella
- 2015–2019: Manuela Carmena
- seit Juni 2019: José Luis Martínez-Almeida